# Älvsby socken
Älvsby socken ligger i Norrbotten, uppgick 1969 i Älvsbyns köping och motsvarar området som sedan 1971 utgör Älvsbyns kommun och motsvarar från 2016 Älvsby distrikt.
Socknens areal (köpingen inte inräknad) var den 1 januari 1961 1 756,02 kvadratkilometer, varav 1 662,33 km² land. År 2000 fanns här 9 060 invånare. Tätorterna Korsträsk, Vidsel och Vistheden samt tätorten och kyrkbyn Älvsbyn med sockenkyrkan Älvsby kyrka ligger i socknen.

## Administrativ historik
Älvsby kapellag bildades i Piteå socken enligt beslut den 29 oktober 1781. Den 1 januari 1809 bildades Älvsby kapellförsamling genom en utbrytning av kapellaget ur Piteå landsförsamling. Kapellförsamlingen blev den 1 januari 1895 (enligt beslut den 20 april 1894) utbruten ur Piteå pastorat till ett eget pastorat och fick då egen kyrkoherde.
Vid kommunreformen 1862 överfördes ansvaret för de de borgerliga frågorna till Piteå landskommun och från 1 januari 1874 Älvsby landskommun. Ur landskommunen utbröts 1948 Älvsbyns köping vari landskommunen inkorporerades 1969 och som 1971 ombildades till Älvsbyns kommun.
Älvsby utbröts som jordebokssocken ur Piteå den 1 januari 1907 (enligt beslut den 27 april 1906).
1941 överfördes vissa områden till socknen från Piteå socken med en areal av 18,90 kvadratkilometer, varav 18,86 land. Från Norrfjärdens socken överfördes områden med en areal av 57,86 kvadratkilometer, allt land. Från Piteå stad överfördes ett område med en areal av 8,40 kvadratkilomter, varav 8,07 land.
1 januari 2016 inrättades distriktet Älvsby, med samma omfattning som församlingen hade 1999/2000.
Socknen har tillhört fögderier, tingslag och domsagor enligt vad som beskrivs i artikeln Norrbotten. De indelta soldaterna tillhörde Norrbottens regemente.

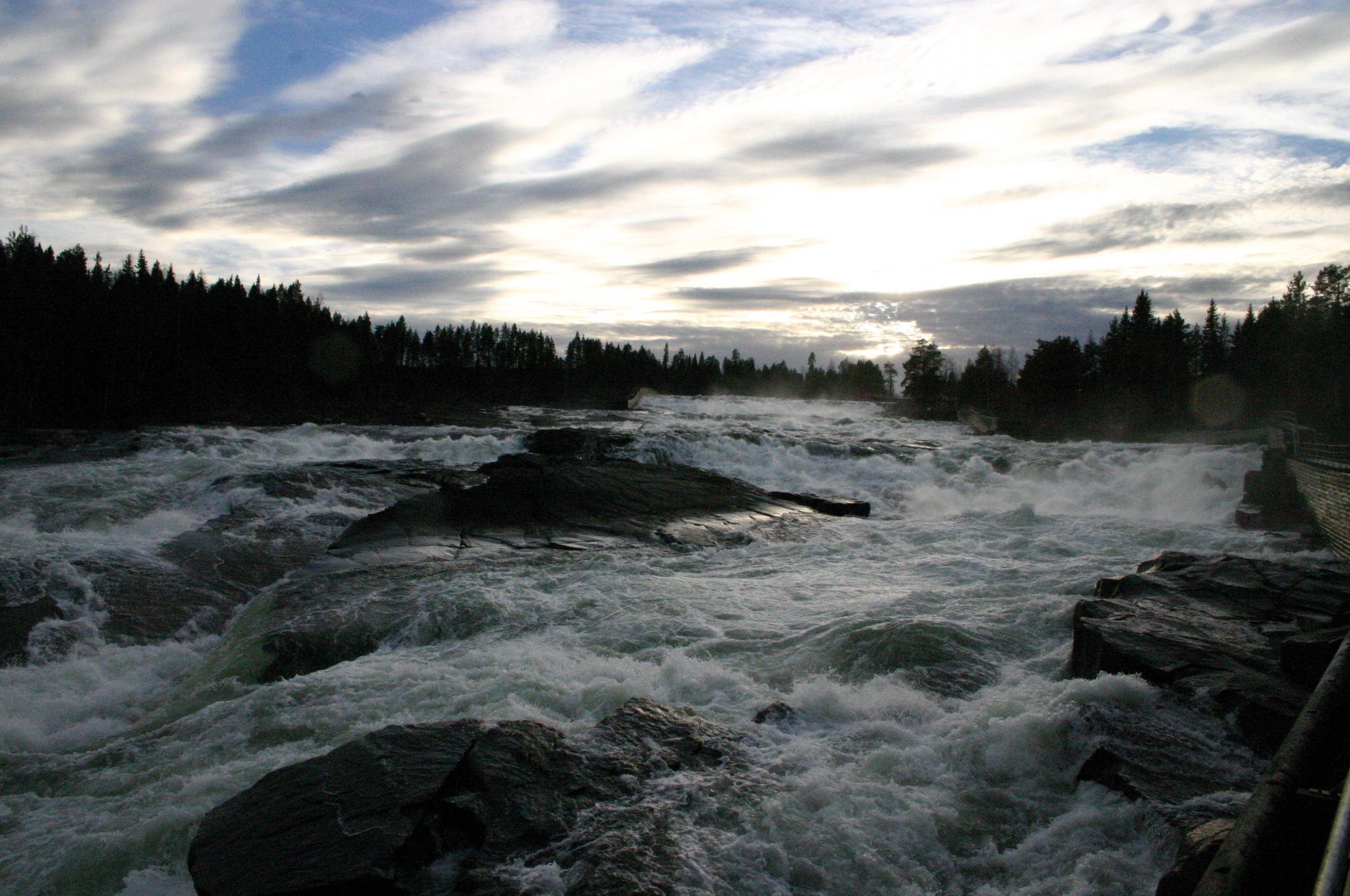
Storforsen i Piteälven

## Geografi
Älvsby socken ligger vid Piteälven. Socknen är utanför älvdalen ett bergigt skogsland som i nordväst i Vitberget når 571 meter över havet. Socknen omsluter helt Älvsbyns köping.

## Fornlämningar
Cirka 270 boplatser från stenåldern är funna. 400 fångstgropar har påträffats.

## Namnet
Namnet tillkom vid bildandet av Älvsbyns kapellag 1781 och syftar på läget vid älven.
Namnet skrevs vid folkräkningen 1890 Elfsby socken, vid folkräkningen 1900 Älfsby socken och vid folkräkningen 1910 Älvsby socken.

## Befolkningsutveckling
| Befolkningsutvecklingen i Älvsby socken 1820–1990                                                        | Befolkningsutvecklingen i Älvsby socken 1820–1990 | Befolkningsutvecklingen i Älvsby socken 1820–1990 | Befolkningsutvecklingen i Älvsby socken 1820–1990 | Befolkningsutvecklingen i Älvsby socken 1820–1990 |
| --- | ------------------------------------------------- | ------------------------------------------------- | ------------------------------------------------- | ------------------------------------------------- |
| |                                                   |                                                   |                                                   |                                                   |
| År |                                                   |                                                   | Folkmängd                                         |                                                   |
| 1820 | 1820                                              |                                                   | 723                                               |                                                   |
| 1830 | 1830                                              |                                                   | 952                                               |                                                   |
| 1840 | 1840                                              |                                                   | 1 083                                             |                                                   |
| 1850 | 1850                                              |                                                   | 1 341                                             |                                                   |
| 1860 | 1860                                              |                                                   | 1 802                                             |                                                   |
| 1870 | 1870                                              |                                                   | 2 276                                             |                                                   |
| 1880 | 1880                                              |                                                   | 2 915                                             |                                                   |
| 1890 | 1890                                              |                                                   | 3 759                                             |                                                   |
| 1900 | 1900                                              |                                                   | 4 995                                             |                                                   |
| 1910 | 1910                                              |                                                   | 5 810                                             |                                                   |
| 1920 | 1920                                              |                                                   | 7 054                                             |                                                   |
| 1930 | 1930                                              |                                                   | 7 692                                             |                                                   |
| 1940 | 1940                                              |                                                   | 8 897                                             |                                                   |
| 1950 | 1950                                              |                                                   | 9 303                                             |                                                   |
| 1960 | 1960                                              |                                                   | 9 493                                             |                                                   |
| 1970 | 1970                                              |                                                   | 8 686                                             |                                                   |
| 1980 | 1980                                              |                                                   | 9 624                                             |                                                   |
| 1990 | 1990                                              |                                                   | 9 400                                             |                                                   |
| Anm: Källor: Umeå universitet - Tabellverket 1749-1859, Demografiska databasen, CEDAR, Umeå universitet. |                                                   |                                                   |                                                   |                                                   |

### Språk och etnicitet
Nedanstående siffror är tagna från SCB:s folkräkning 1900 och visar inte medborgarskap utan de som SCB ansåg vara av "finsk, svensk eller lapsk stam". Siffrorna för 1815-1855 är Tabellverkets statistik och avser endast den samiska befolkningen.
| Årtal | Svenskar | Finnar | Samer | Totalt |
| ----- | -------- | ------ | ----- | ------ |
| 1815  |          |        | 0     |        |
| 1820  |          |        | 114   |        |
| 1825  |          |        | 10    |        |
| 1830  |          |        | 9     |        |
| 1835  |          |        | 12    |        |
| 1840  |          |        | 6     |        |
| 1845  |          |        | 4     |        |
| 1850  |          |        | 2     |        |
| 1855  |          |        | 1     |        |
| 1860  | 1 796    | 0      | 6     | 1 802  |
| 1870  | 2 256    | 0      | 20    | 2 276  |
| 1880  | 2 907    | 1      | 7     | 2 915  |
| 1890  | 3 753    | 5      | 1     | 3 759  |
| 1900  | 4 991    | 2      | 2     | 4 995  |